# إيرل روبنسون (ملحن)
إيرل روبنسون (بالإنجليزية: Earl Robinson) هو مؤلف موسيقى تصويرية وملحن أمريكي، ولد في 2 يوليو 1910 في سياتل في الولايات المتحدة، وتوفي بنفس المكان في 20 يوليو 1991 بسبب حادث مرور.

## وصلات خارجية
- إيرل روبنسون على موقع IMDb (الإنجليزية)
- إيرل روبنسون على موقع ميوزك برينز (الإنجليزية)
- إيرل روبنسون على موقع قاعدة بيانات برودواي على الإنترنت (الإنجليزية)
- إيرل روبنسون على موقع أول ميوزيك (الإنجليزية)
- إيرل روبنسون على موقع ديسكوغز (الإنجليزية)
- إيرل روبنسون على موقع قاعدة بيانات الفيلم (الإنجليزية)